# ジャイアントデスストーカー
ジャイアントデスストーカー（英語: Giant Deathstalker）は、サソリ目キョクトウサソリ科に属するサソリの一種。

## 概要

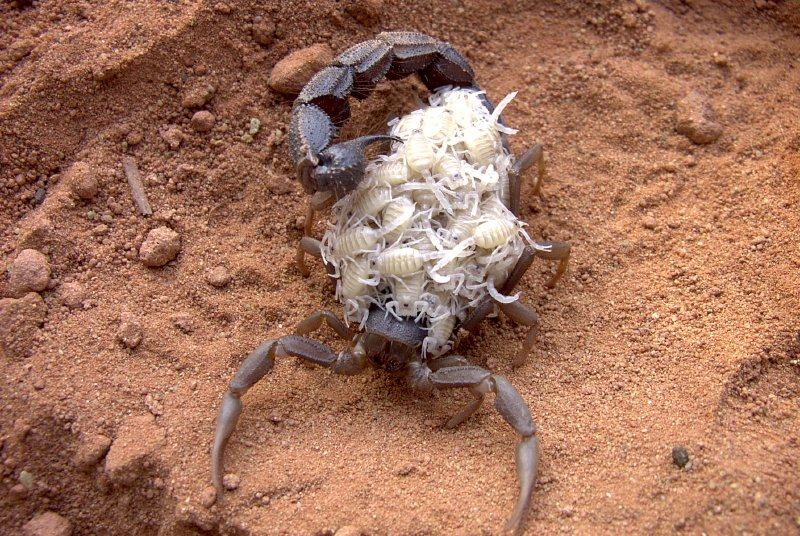
背中に幼虫を乗せて守るジャイアントデスストーカー

体長約110mmの中型のサソリで、アフリカ南部の砂漠など乾燥地域に生息しており、その事から別名「サウスアフリカンジャイアントファットテールスコーピオン」とも呼ばれる。
他のサソリ同様活発な性格で、尻尾の毒針で昆虫などを殺傷し捕食するのだが、本種はそれに加えて毒針の先から毒液をスプレーの様に噴射する事ができ、中には1m近くまで毒を飛ばした個体もいるのだという。
また、本種の毒はアルチトキシンという非常に強力な物で、刺されれば神経が麻痺し、死に至る事もある。
卵が孵化した後は親が幼虫を背中に乗せて守り、2〜3週間後に子供は親を離れるという。